# Glyphiulus superbus
Glyphiulus superbus är en mångfotingart som beskrevs av Filippo Silvestri 1923. Glyphiulus superbus ingår i släktet Glyphiulus och familjen Glyphiulidae. Inga underarter finns listade i Catalogue of Life.